# Eusphaeriodesmus bilobatus
Eusphaeriodesmus bilobatus är en mångfotingart som beskrevs av Loomis 1972. Eusphaeriodesmus bilobatus ingår i släktet Eusphaeriodesmus och familjen Sphaeriodesmidae. Inga underarter finns listade i Catalogue of Life.